# Erhard Rohrbach
Erhard Rohrbach (* 1956) ist ein deutscher Politiker. Er war von 1995 bis 2001 sowie von 2004 bis 2015 Bürgermeister der Stadt Maintal.

## Ausbildung und Beruf
Rohrbach wuchs in Hochstadt auf. Nachdem er an der Otto-Hahn-Schule in Hanau sein Abitur machte, studierte er an der Johann Wolfgang Goethe-Universität Frankfurt am Main Rechtswissenschaften. Nach Abschluss des 1. Staatsexamens absolvierte Rohrbach seine Referendarzeit am Landgericht Hanau. Es folgten das 2. Staatsexamen und die Ableistung der Grundwehrdienstzeit. Im Jahr 1985 erhielt er schließlich seine Zulassung als Rechtsanwalt. Als Rechtsanwalt war er vorwiegend im Arbeitsrecht tätig und arbeitete als Syndikusanwalt für den Arbeitgeberverband in Darmstadt.
Rohrbach ist geschieden und Vater von drei Kindern. Mit seiner Lebensgefährtin lebt er in Hochstadt (Maintal).

## Politische Karriere
Im Jahr 1985 wurde Rohrbach in die Stadtverordnetenversammlung gewählt. 1987 wurde er Vorsitzender der dortigen CDU-Fraktion und 1993 dann schließlich Stadtverordnetenvorsteher. 
Bei der ersten Bürgermeisterdirektwahl im Januar 1995 wurde Rohrbach für die CDU zum Bürgermeister gewählt. Im Januar 2001 trat er nicht mehr an. Nach der Abwahl von Dorothee Diehl kandidierte er jedoch erneut für das Amt des Bürgermeisters und setzte sich September 2003 in einer Stichwahl gegen den SPD-Kandidaten durch. Am 5. Juli 2009 wurde Rohrbach für seine insgesamt dritte Amtszeit gewählt. Bei der Bürgermeisterwahl im September 2015 verzichtete er auf eine erneute Kandidatur und schied damit am 31. Dezember 2015 aus dem Amt aus. Neue Bürgermeisterin wurde Monika Böttcher.